# Miss Universe 2012
A Miss Universe 2012 a 61. versenye volt a Miss Universe nemzetközi szépségversenynek, 2012. december 19-én rendezték meg Las Vegasban. A döntőn az angolai Leila Lopes adta át helyét az új győztesnek, az amerikai Olivia Culpónak.
Ez volt az első verseny, ahol a magyar versenyzőnek sikerült bejutnia a legjobb 10 versenyző közé.

## Helyszín
A Miss Chile verseny szervezője közzétette Sebastian Piñera chilei elnök szándéknyilatkozatát, miszerint az ország megrendezné valamelyik következő versenyt, legszívesebben a 2012. évit, de a 2014-es is megfelelő lenne.
2012 nyarán a verseny főszervezője, a Miss Universe Organization és a Dominikai Köztársaság között élénk tárgyalások folytak a verseny megrendezéséről, de az ország gazdasági helyzete és helyi szponzorok elmaradása miatt a tárgyalások abbamaradtak.
A végső döntés szerint a verseny döntőjét az egyesült államokbeli Las Vegasban tartják, a Planet Hollywood Resort & Casinóban.

## A verseny
A döntő mintegy 90 résztvevője 2012. december 2-3-án érkezett meg Las Vegasba. Az elődöntőt (Preliminary Show) december 13-án rendezték, a döntőt december 19-én.
A versenyzők a körülbelül 2 és fél hetes rendezvény során több eseményen is részt vettek, amiket a Las Vegas Conventions Bureau szervezett.

## Eredmények

### Végeredmény
| Helyezés           | Versenyző |
| ------------------ | --- |
| Miss Universe 2012 | USA – Olivia Culpo |
| 2. helyezett       | Fülöp-szigetek – Janine Tugonon |
| 3. helyezett       | Venezuela – Irene Esser |
| 4. helyezett       | Ausztrália – Renae Ayris |
| 5. helyezett       | Brazília – Gabriela Markus |
| Top 10             | - Franciaország – Marie Payet - Magyarország – Konkoly Ágnes - Mexikó – Karina González - Oroszország – Elizaveta Golovanova - Dél-afrikai Köztársaság – Melinda Bam         |
| Top 16             | - Horvátország – Elizabeta Burg - India – Shilpa Singh - Koszovó – Diana Avdiu - Lengyelország – Marcelina Zawadzka - Peru – Nicole Faverón - Törökország – Çağıl Özge Özkul |

### Különdíjak
| Díj                   | Versenyző               |
| --------------------- | ----------------------- |
| Miss Congeniality     | Guatemala – Laura Godoy |
| Miss Photogenic       | Koszovó – Diana Avdiu   |
| Best National Costume | Kína – Ji Dan Xu        |

## Versenyzők
A nemzeti versenyeket 2011. június és 2012. július között rendezték meg.
| Ország               | Név                  | Cím                            | Életkor | Magasság |
| -------------------- | -------------------- | ------------------------------ | ------- | -------- |
| Aruba                | Liza Nerelyn Helder  | Miss Aruba Universe            |         |          |
| Bolívia              | Yessica Mouton       | Miss Bolivia                   | 23      | 172      |
| Botswana             | Sheillah Molelekwa   | Miss Universe Botswana         | 19      | 175      |
| Brazília             | Gabriela Markus      | Miss Universo Brasil           | 23      | 180      |
| Brit Virgin-szigetek | Abigail Hyndman      | Miss British Virgin Islands    | 21      |          |
| Bulgária             | Joan Vaneva          | Miss Universe Bulgaria         | 22      | 178      |
| Etiópia              | Helen Getachew       | Miss Universe Ethiopia         | 22      | 176      |
| Franciaország        | Marie Payet          | Miss France – 3. helyezett     | 20      | 178      |
| Ghána                | Gifty Ofori          | Miss Universe Ghana            | 24      | 173      |
| Grúzia               | Tamar Shedania       | Misz Szakartvelo               | 20      | 178      |
| Guam                 | Alyssa Cruz          | Miss Universe Guam             | 24      |          |
| Guyana               | Raquayyah Boyer      | Miss Guyana Universe           | 20      | 176      |
| Honduras             | Jennifer Andrade     | Miss Honduras Universe         | 23      | 154      |
| India                | Shilpa Shing         | I am She – Miss Universe India | 20      | 174      |
| Kajmán-szigetek      | Lindsay Japal        | Miss Cayman Islands            |         |          |
| Kína                 | Diana Xu             | Miss China                     |         |          |
| Dél-Korea            | Sheong-hye Lee       | Miss Korea                     | 22      |          |
| Libanon              | Rina Chibany         | Miss Lebanon                   | 21      |          |
| Mauritius            | Ameeksha Dilchand    | Miss Mauritius                 | 24      |          |
| Mexikó               | Karina Gonzalez      | Nuestra Belleza Mexico         |         |          |
| Montenegró           | Andrea Radonjić      | Mis Crne Gore – 2. helyezett   | 18      |          |
| Namíbia              | Luzaan van Wyk       | Miss Namibia                   | 24      | 175      |
| Norvégia             | Sara Nicole Andersen | Miss Universe Norway           | 20      | 170      |
| Olaszország          | Grazia Maria Pinto   | Miss Universe Italy            | 24      | 176      |
| Svájc                | Alina Buchschacher   | Miss Schweiz                   | 20      | 171      |
| Svédország           | Hanni Beronius       | Miss Universe Sweden           |         |          |
| Szerbia              | Branislava Mandic    | Miss Srbije – 3. helyezett     |         |          |
| Trinidad és Tobago   | Avionne Mark         | Miss Trinidad and Tobago       | 23      | 174      |
| Ukrajna              | Anasztaszia Csernova | Miss Ukraine Universe          | 19      | 177      |
| Venezuela            | Irene Esser          | Miss Venezuela                 |         |          |

### Visszalépett
- Aynur Toleuva, Kazahsztán – fiatalabb, mint a verseny előírásai szerinti életkor[38]

### Más versenyző
- Franciaország – Delphine Wespiser helyett Marie Payet versenyez, mivel a nemzetközi döntő időpontja ütközik a nemzeti verseny döntőjének időpontjával.[16]
- India – Urvashi Rautela helyett Shilpa Shing versenyez.[39]
- Szerbia – Bojana Lečić[40] helyett Branislava Mandic[35] versenyez.